# Ilse Janda, 14 oder Die Ilse ist weg
Ilse Janda, 14 oder Die Ilse ist weg ist ein Jugendbuch der österreichischen Schriftstellerin Christine Nöstlinger und erschien 1974. Es handelt von der jungen Erika, die nach ihrer älteren Schwester Ilse sucht, die ausgerissen ist.

## Handlung
In der Familie Janda läuft nicht alles ideal. Die Eltern der 14-jährigen Ilse und der 12-jährigen Erika haben sich schon vor Jahren scheiden lassen, die Mutter hat nochmals geheiratet und mit ihrem neuen Ehemann Kurt zwei weitere Kinder, Oliver und Tatjana, bekommen, die mit in der Familie wohnen. Zwischen Ilse und ihrer Mutter kommt es zunehmend zum Konflikt: Sie kommt spät heim und behauptet, bei einer Freundin gewesen zu sein, was sich jedoch als gelogen herausstellt. Da es nicht besser wird, wird ihr das Taschengeld gestrichen und Ilse darf nicht mehr fortgehen. Sie beschließt daher, der Situation dadurch zu entgehen, dass sie heimlich ihre Sachen zusammenpackt und auszieht.
Eingeweiht in ihren Plan wird nur Erika, die sogar mithilft, die Mutter abzulenken, als Ilse mit ihrem Koffer das Haus verlässt und in einen Wagen steigt. Zusammen mit Amrei, einer alten Freundin, welche sie neulich wiedergetroffen habe, will Ilse nach England gehen, wo die beiden Mädchen eine Stelle als Kindermädchen bekommen haben. Erika glaubt es ihrer Schwester und willigt ein, das Ganze geheim zu halten, nicht zuletzt, weil Ilse drohte, sich ansonsten umzubringen. Als Ilse schließlich weg ist, spielt Erika daheim die Ahnungslose und zeigt sich ebenfalls überrascht darüber, dass ihre Schwester so plötzlich verschwunden ist. Sie wartet die ganze Zeit darauf, dass eine Postkarte von Ilse kommt, da sie versprochen hat, sich zu melden, sobald sie mit Amrei in London angekommen ist. Dass alles gelogen war, wird ihr erst bewusst, als sie eines Tages plötzlich Amrei auf der Straße begegnet und diese nach dem Verbleib Ilses anspricht, worauf sich zeigt, dass Amrei schon länger keinen Kontakt mit Ilse mehr hatte.
Erika beschließt daher, ihre Schwester zu suchen. Ihre erste Anlaufstelle ist deren Freundin Helli, mit der Ilse immer viel unternommen hat, doch diese weiß auch nichts, nur dass sie mit einem Schüler namens Herbert Plank zusammen ist. Erika sucht diesen auf, doch es stellt sich heraus, dass es sich dabei nur um eine weitere Lüge von Ilse gehandelt hat. Herberts Bruder Nikolaus weiß jedoch, dass ein bestimmter Schüler, der „der Getupfte“ genannt wird, sehr offensichtlich in Ilse verliebt war und ihr immer nachgestellt hat. Vielleicht wisse dieser mehr. Erika sucht zusammen mit Nikolaus und dessen Freund, der Alibaba genannt wird, den Betroffenen auf. Nachdem sie ihm gemeinsam auf den Zahn fühlen, berichtet er, dass er, als er wieder einmal Ilse beobachtet hat, gesehen hat, wie sie zu einem Mann mit einem weißen Wildledermantel in einen roten BMW gestiegen ist – er weiß sogar das Kennzeichen noch und auch, wo der Wagen oft steht, nämlich vor der Wirtschaft „Goldene Gans“, weshalb er annimmt, dass es sich bei dem Fremden um den Wirt der Gaststätte handelt.
Erika und Alibaba suchen die Gaststätte auf und sind erstaunt, als sie den Wirt sehen, weil er mit der Beschreibung des Getupften nicht das Geringste zu tun hat. Nachdem die Spur sich zuerst verlaufen hat, findet Alibaba später heraus, dass der Wagen nicht dem Wirt, sondern dessen Bruder gehört. Als Erika später noch einmal am Gasthaus vorbeigeht, sieht sie, wie der Wirt eine Bierlieferung entgegennimmt und mit einem Kugelschreiber unterzeichnet, der Erika gehörte. Diese hat den Stift schon seit Ilses Verschwinden gesucht. Der Wirt wundert sich, als sie ihn fragt, auch darüber, woher der Stift stamme, und meint, Erika kann ihn gerne haben, wenn er ihr gefällt. Als der Wirt dann noch eine Postkarte von seinem Bruder aus Florenz erhält, sieht Erika, dass Ilse die Karte mitunterschrieben hat. Nun weiß sie, dass ihre Schwester mit dem Bruder des Wirts in Florenz ist.
Erika wendet sich an ihre Großmutter, bei der sie und Ilse nach der Scheidung der Eltern einige Zeit gelebt haben. Die Großmutter sucht schließlich Erikas und Ilses Mutter auf, obwohl der Kontakt schon länger abgebrochen war. Die ganze Geschichte, auch Erikas Rolle darin, wird erzählt und die Eltern begeben sich zum Wirt der „Goldenen Gans“. Als dieser erfährt, dass sein Bruder mit einer Minderjährigen unterwegs ist, ruft er diesen sogleich ein. Der Bruder bringt Ilse schließlich zum Bahnhof an der österreichischen Grenze und taucht anschließend unter, weil er sich einem Prozess gegen ihn entziehen will. Ilse hatte sich ihm deutlich älter ausgegeben und gemeint, dass sie bereits kurz vor dem Abitur stehe.
Ilse kommt schließlich wieder zurück zur Familie. Als die beiden Mädchen in ihrem Zimmer liegen, erzählt Ilse, dass sie wirklich mit Amrei nach London unterwegs war, ihr Cousin hätte sie abgeholt. Der hätte ihr jedoch eine bessere Stelle verschafft, nämlich in Rom bei einem Grafen als Kindermädchen. Auf dem Weg dorthin sei ihnen jedoch in Florenz ein Mann begegnet, der Filme mache und von beiden sehr begeistert gewesen sei. Demnächst komme er nach Wien, um Probeaufnahmen zu machen, Amrei und Ilse sollen dabei für eine Haupt- und eine Nebenrolle verpflichtet werden. Erika weiß, dass an der Geschichte nichts wahr ist, schweigt aber dazu. Sie fragt sich, was sie nun tun soll, und hat Angst.

## Verfilmung
1976 wurde der Roman in Deutschland unter dem Titel „Die Ilse ist weg“ verfilmt.

## Ausgaben
- Christine Nöstlinger: Ilse Janda, 14 oder Die Ilse ist weg, Verlag Friedrich Oetinger, Hamburg 1988.